# Run Wild
Run Wild is een nummer van de Nederlandse dj Hardwell uit 2016, ingezongen door de Nederlandse zanger Jaap Reesema onder zijn pseudoniem Jake Reese.
Het was de tweede keer dat Hardwell en Reesema samenwerkten, een halfjaar eerder deden ze dat al op Mad World. "Run Wild" is een progressive housenummer, dat ook tegen de electrohouse aanligt. Het nummer werd Dancesmash op Radio 538 en werd veel door dat station gedraaid. Ondanks de hoge rotatie werd de Nederlandse Top 40 niet bereikt en bleef de plaat steken op een 3e positie in de Tipparade.

## Tracklijst
- Muziekdownload

1. "Run Wild" - 4:05